# 愛知県専修学校一覧
愛知県専修学校一覧（あいちけんせんしゅうがっこういちらん）は、愛知県の専修学校の一覧。

## 公立専修学校
※注記がないのは、専門課程（専門学校）のみ設置の学校。

### 名古屋市

#### 東区
- 名古屋市立中央看護専門学校

#### 北区
- 愛知県立名古屋高等技術専門校

#### 昭和区
- 愛知県立総合看護専門学校

### 豊橋市
- 豊橋市立看護専門学校
- 豊橋市立家政高等専修学校（高等課程のみ）

### 岡崎市
- 県立愛知看護専門学校
- 愛知県立農業大学校
- 岡崎市立看護専門学校

### 瀬戸市
- 公立瀬戸旭看護専門学校

### 半田市
- 半田常滑看護専門学校

### 春日井市
- 公立春日井小牧看護専門学校

### 津島市
- 津島市立看護専門学校

### 西尾市
- 西尾市立看護専門学校

### 蒲郡市
- 蒲郡市立ソフィア看護専門学校

### 知多市
- 公立西知多看護専門学校

## 私立専修学校（専門学校）
高等課程併設校は、#私立専修学校（高等課程設置校）を参照

### 名古屋市

#### 千種区
- 愛知学院大学歯科技工専門学校
- アリアーレビューティー専門学校
- 名古屋経営会計専門学校
- 名古屋平成医療看護専門学校
- 名古屋外語・ホテル・ブライダル専門学校
- 専門学校国際いけばな芸術学院名古屋校（休校中）
- エクラ美容専門学校

#### 東区
- キクチ眼鏡専門学校
- 名古屋文化学園保育専門学校
- ナゴノ福祉歯科医療専門学校
- 中京法律専門学校
- 名古屋服飾専門学校
- 名古屋ファッション・ビューティー専門学校
- ミス・パリエステティック専門学校名古屋校

#### 北区
- 名古屋歯科衛生士専門学校
- 愛生会看護専門学校
- 名古屋ウェディング&フラワー・ビューティ学院
- 愛知調理専門学校

#### 西区
- 名鉄看護専門学校
- 名古屋歯科医療専門学校
- 米田柔整専門学校
- 国際医学技術専門学校
- 国際調理師専門学校名駅校
- 専修学校東洋調理技術学院
- 名古屋文理栄養士専門学校
- 名古屋医療秘書福祉専門学校
- 精和総合文化専門学校
- 専修学校名西文化服装学院
- 名古屋リゾートアンドスポーツ専門学校
- 名古屋ビューティーアート専門学校
- 名古屋スイーツ＆カフェ専門学校

#### 中村区
- トライデントコンピュータ専門学校
- 名古屋未来工科専門学校
- HAL名古屋
- 中部リハビリテーション専門学校
- 中部看護専門学校
- 専門学校日本聴能言語福祉学院
- 国際観光専門学校名古屋校
- 国際医療管理専門学校名古屋校
- 大原簿記専門学校
- 名古屋デジタル・アート専門学校
- 大原トラベル・ホテル専門学校
- 名古屋モード学園
- 専門学校日本デザイナー芸術学院名古屋校
- 専門学校日本マンガ技術学院
- 専門学校セントラルトリミングアカデミー
- 名古屋ユマニテク調理製菓専門学校
- トライデントデザイン専門学校
- 大原法律専門学校
- 東京法律専門学校名古屋校
- 東京IT会計専門学校名古屋校
- 日本医療福祉専門学校
- 名古屋理容美容専門学校
- 中日美容専門学校
- 理学・作業名古屋専門学校
- トライデント外国語・ホテル・ブライダル専門学校
- 東海医療科学専門学校
- 名古屋医専
- 名古屋動物専門学校

#### 中区
- 専門学校名古屋ビジュアルアーツ・アカデミー
- 東海工業専門学校金山校
- 愛知美容専門学校
- 中部美容専門学校名古屋校
- 名古屋栄養専門学校
- 名古屋綜合美容専門学校
- 国際製菓技術専門学校（募集停止）
- 日本福祉大学中央福祉専門学校
- 専門学校名古屋ビジネス・アカデミー
- 専門学校名古屋ホスピタリティ・アカデミー
- 名古屋ファッション専門学校
- 名古屋福祉専門学校
- 広告デザイン専門学校
- 専門学校名古屋デザイナー・アカデミー
- 保育・介護・ビジネス専門学校
- 名古屋製菓専門学校
- 専門学校星城大学リハビリテーション学院
- ニチエイ調理専門学校
- 専門学校日本神学校
- 名古屋医健スポーツ専門学校

#### 昭和区
- 愛知文化服装専門学校
- 中部楽器技術専門学校

#### 瑞穂区
- 名古屋調理師専門学校
- 名古屋美容専門学校

#### 熱田区
- 名古屋情報メディア専門学校
- ELICビジネス&公務員専門学校
- 明美文化服装専門学校
- サンデザイン専門学校
- 名古屋医療情報専門学校
- あいち福祉医療専門学校

#### 中川区
- えきさい看護専門学校
- まつかげ看護専門学校

#### 港区
- 専門学校日産愛知自動車大学校
- 中部労災看護専門学校
- 名古屋市医師会看護専門学校

#### 名東区
- 東海歯科医療専門学校
- 国立病院機構東名古屋病院附属リハビリテーション学院

#### 天白区
- 八事看護専門学校
- 専門学校名古屋デンタル衛生士学院

### 豊橋市
- 中部コンピュータ・パティシエ専門学校
- 豊橋歯科衛生士専門学校
- 東三河看護専門学校
- 専門学校中部ビューティ・デザインカレッジ
- 美容専門学校アーティス・ヘアー・カレッジ

### 岡崎市
- 東海医療技術専門学校
- 中部美容専門学校岡崎校
- 慈恵福祉保育専門学校
- 三河歯科衛生専門学校
- 愛知ペット専門学校

### 一宮市
- 中部美容専門学校一宮校

### 春日井市
- 専門学校都市デザインカレッジ愛知

### 豊川市
- 中部福祉専門学校

### 豊田市
- 愛知工業大学情報電子専門学校
- 豊田地域看護専門学校
- 愛知県厚生農業協同組合連合会加茂看護専門学校
- トヨタ看護専門学校
- 川崎服飾技芸専門学校

### 安城市
- 愛知県厚生農業協同組合連合会更生看護専門学校
- 安城市医師会安城碧海看護専門学校
- 専門学校慈恵きものファッションカレッジ
- 家庭の光料理専修学校

### 江南市
- 愛知県厚生農業協同組合連合会愛北看護専門学校

### 小牧市
- 愛知中央美容専門学校

### 稲沢市
- 中和医療専門学校

### 知立市
- 知立調理師専門学校（休校中）
- 中部ファッション専門学校
- 中部製菓専門学校

### 岩倉市
- 高桑服装専門学校

### 愛西市
- みつわ服装専門学校

### 清須市
- 専門学校トヨタ名古屋自動車大学校

### みよし市
- 東海医療工学専門学校
- 東海医療福祉専門学校

### 長久手市
- 愛知保健看護大学校

### 丹羽郡

#### 大口町
- 名鉄自動車専門学校
- 尾北看護専門学校

## 私立専修学校（高等課程設置校）
- カッコ内の高校名は高等課程と併修する高等学校通信制課程

### 名古屋市

#### 千種区
- あいち造形デザイン専門学校（愛知産業大工業高校、専門課程併設）

#### 東区
- 菊武ビジネス専門学校（菊華高校、専門課程併設）

#### 中村区
- 専修学校さつき調理・福祉学院（向陽台高校）
- 精和高等専修学校
- ニュートン高等専修学校（科学技術学園高校）
- 専修学校クラーク高等学院名古屋校（クラーク記念国際高校）
- 愛知芸術高等専修学校（北海道芸術高校）

#### 中区
- あいちビジネス専門学校（愛知産業大三河高校、専門課程併設）

#### 熱田区
- 東海工業専門学校熱田校（愛知産業大工業高校）
- 名古屋工学院専門学校（愛知産業大工業高校、専門課程併設）

#### 緑区
- 名古屋情報専門学校（愛知産業大三河高校、専門課程併設）

### 豊橋市
- あいち情報専門学校（ぎふ国際高校）
- 豊橋調理製菓専門学校（専門課程併設）
- 豊橋ファッション・ビジネス専門学校（専門課程併設）

### 半田市
- 桐華家政専門学校（専門課程併設）

### 安城市
- 大岡学園ファッション文化専門学校（専門課程併設）
- 安城生活福祉高等専修学校（高等課程のみ）

### 西尾市
- 西尾高等家政専門学校（専門課程併設）

### 知立市
- 山本学園情報文化専門学校（向陽台高校、専門課程併設）

### 海部郡

#### 飛島村
- 愛知自動車整備専門学校（専門課程併設）

## 私立専修学校（一般課程）

### 名古屋市

#### 中村区
- 専修学校代々木ゼミナール名古屋校（ベルヴュオフィス名古屋）